# Dahegam
Dahegam (o Dehgam) è una suddivisione dell'India, classificata come municipality, di 38.083 abitanti, situata nel distretto di Gandhinagar, nello stato federato del Gujarat. In base al numero di abitanti la città rientra nella classe III (da 20.000 a 49.999 persone).

## Geografia fisica
La città è situata a 23° 10' 0 N e 72° 49' 0 E e ha un'altitudine di 72 m s.l.m..

## Società

### Evoluzione demografica
Al censimento del 2001 la popolazione di Dahegam assommava a 38.083 persone, delle quali 19.883 maschi e 18.200 femmine. I bambini di età inferiore o uguale ai sei anni assommavano a 5.331, dei quali 2.865 maschi e 2.466 femmine. Infine, coloro che erano in grado di saper almeno leggere e scrivere erano 24.894, dei quali 14.427 maschi e 10.467 femmine.